# Josef Böck (Mediziner)
Josef Böck (* 13. Oktober 1901 in St. Pölten; † 5. Juni 1985 in Wien) war ein österreichischer Ophthalmologe.

## Leben
Josef Böck besuchte in seiner Heimatstadt St. Pölten die Grundschule und das Gymnasium. Nach der Matura studierte er an der Universität Wien Medizin. 1926 wurde er zum Dr. med. promoviert. Nach einer einjährigen Ausbildung am anatomisch-pathologischen Institut kam er 1927 zu Josef Meller. Er wurde 1930 dessen Assistent und habilitierte sich 1939. 1944 wurde er zunächst provisorisch an die Augenklinik der Medizinischen Universität Graz berufen, 1947 folgte er fix Arnold Pillat, 1950 erhielt er einen Lehrstuhl. 1955 schließlich wurde er auf die II. Wiener Augenklinik berufen und blieb dort bis zu seinem Ruhestand im Jahr 1972. Im Laufe seiner beruflichen Tätigkeit schrieb er neben augenheilkundlichen Büchern über 140 Fachartikel. Jahrzehntelang war er einer der Schriftleiter der Wiener klinischen Wochenschrift.
Er wurde am Döblinger Friedhof bestattet.

## Ehrungen
- Ehrenzeichen für Verdienste um die Republik Österreich (1952) in Silber (1965)[3]
- Jakob-Prandtauer-Preis für Wissenschaft und Kunst der Stadt St. Pölten (1968)
- Billroth-Medaille der Gesellschaft der Ärzte in Wien (1978)